# Para Selena, con amor
Para Selena, con amor (título original en inglés: To Selena, With Love), es un libro de 2012 sobre la vida de la cantante estadounidense Selena y su cónyuge Chris Pérez. Escrito 17 años después de la muerte de Selena, Pérez describe su relación desde cómo se conocieron, su matrimonio y las luchas junto con el éxito de Selena como artista y diseñadora de moda hasta su asesinato en 1995. Pérez también disipa los rumores de que Selena estaba embarazada cuando ella fue asesinada, así como conceptos erróneos sobre su asesinato y su relación con su familia.